# Vlag van Leens

Vlag van de gemeente Leens
(1977-1979)

Dorpsvlag ontworpen door particulieren in Leens
(2016)

De vlag van Leens werd op 15 maart 1977 door de gemeenteraad van Leens vastgesteld als gemeentevlag.
De vlag verviel als gemeentevlag toen in 1979 Leens werd samengevoegd met Ulrum, Eenrum en Kloosterburen tot een nieuwe gemeente Ulrum. Deze gemeente is in 1992 hernoemd tot De Marne. Sinds 2019 valt Leens onder de gemeente Het Hogeland.
In 2016 is door particulieren een dorpsvlag ontworpen die sterke overeenkomst met de oude gemeentevlag vertoont.

## Beschrijving en verklaring
De vlag kan als volgt worden beschreven:
Twee banen van wit en blauw met een lengteverhouding 1:2, de scheiding gekanteeld; op blauw een diagonale witte sleutel met de baard naar beneden gekeerd en wijzend naar de vluchttop.
De kleuren zijn ontleend aan het gemeentewapen; de sleutel staat voor Sint Pieter, de parochieheilige.

## Verwante afbeeldingen

Het wapen van Leens